# AC Kajaani
L'AC Kajaani, abbreviato in Kajaani, è stata una società calcistica finlandese con sede nella città di Kajaani.

## Palmarès
- Kolmonen: 1

2011
- Kakkonen: 2

2012, 2017